# Флорес (Буэнос-Айрес)
Флорес (исп. Barrio Flores) — один из районов Буэнос-Айреса. Район ограничен улицами Авенида Гаона, Донато Альварес, Curapaligüe, Авенида Директорио, Авенида Кастаранес, Камило Торрес Тенорио и Авенида Риэстра, Авенида Перито Морено, Лакарра, Авенида Луис Делеппиане, шоссе 25 мая, Портела и Куэнка. Флорес граничит с районами Вилья-Санта-Рита и Вилья-Хенераль Митре, Кабальито и Парке Чакабуко на востоке, Нуэва Помпея и Вилья-Солдати на юге и Флореста и Парке Авельянеда на западе. Он относится к коммуне 7.
Он имеет площадь 8,6 км², и население — 142 695 жителей по переписи 2001 года, плотность населения составляет 16 592,4 чел./км².

## История
До 1888 года это  отдельный населённый пункт в провинции Буэнос-Айрес, и назывался Сан-Хосе-де-Флорес; в том же году, был интегрирован в состав города, и обозначается как район федеральной столицы страны.
Флорес был к тому времени был районом вилл (коттеджей) богатых жителей Буэнос-Айреса. Во многих из этих уцелевших зданий к нынешнему моменту, были частью имений, в которых жили знатные горожане и губернатор провинции Хуан Мануэль де Росас, в середине девятнадцатого века. В 1859 году здесь был подписан Пакт национального воссоединения, в соответствии с которым Государство Буэнос-Айрес воссоединилось с Аргентинской конфедерацией.

## Характеристики

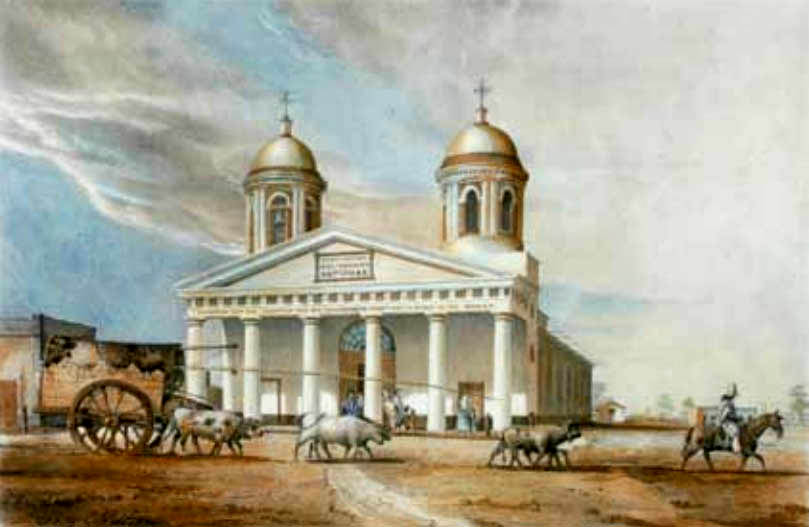
Оригинальный храм, архитектора Карлоса Пеллегрини (Carlos E. Pellegrini) 1840

В этом районе, даже в одном квартале, архитектурные стили различных эпох, от домов одно или двух-этажных стилей ар-нуво и ар-деко до современных жилых зданий. Исторический особняк Марко дель Понт, где жила семья архитектора Антонио Марко дель Понта, на улице Хосе Артигас Хервасио 202, был объявлен Национальным историческим памятником в 1978 году, благодаря Совету исторических исследований в районе Сан-Хосе-де-Флорес - побудило заняться его восстановлением и последующее преобразованием в сегодняшний Доме культуры Флорес (Casa de la Cultura de Flores).

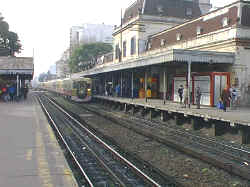
Железнодорожная станция Флорес

В этом коммерческом районе пользуется популярностью одно историческое здание, Базилика Сан-Хосе-де-Флорес (Basílica de San José de Flores), построенная в 1883 в романском стиле. Совет исторических исследований в Сан-Хосе-де-Флорес, который реконструировал хронологию района и составил список знаменитостей, которые родились или жили там, в том числе писателей Роберто Арльта и Бальдомеро Фернандес Морено.
Писатель, чья работа отражает нравственный кризис 30-х годов прошлого века; Фернандес Морено описал район под названием «sencillista» (упрощённый), потому что он был вдохновлен повседневной жизнью начала века.
Часть своей популярности основана на книгах писателя и ведущего Алехандро Долина. Район описан в книгах: Книга Духа, Хроники Серого Ангела и Отмеченные карты. Это также отмечено в письмах и лежащей в основе мифологии чувствительного мужчины Флорес. Это мифология была разработана во время работы в юмористических журналах и радиопрограммах, и продолжалась в книгах, которые он написал. 

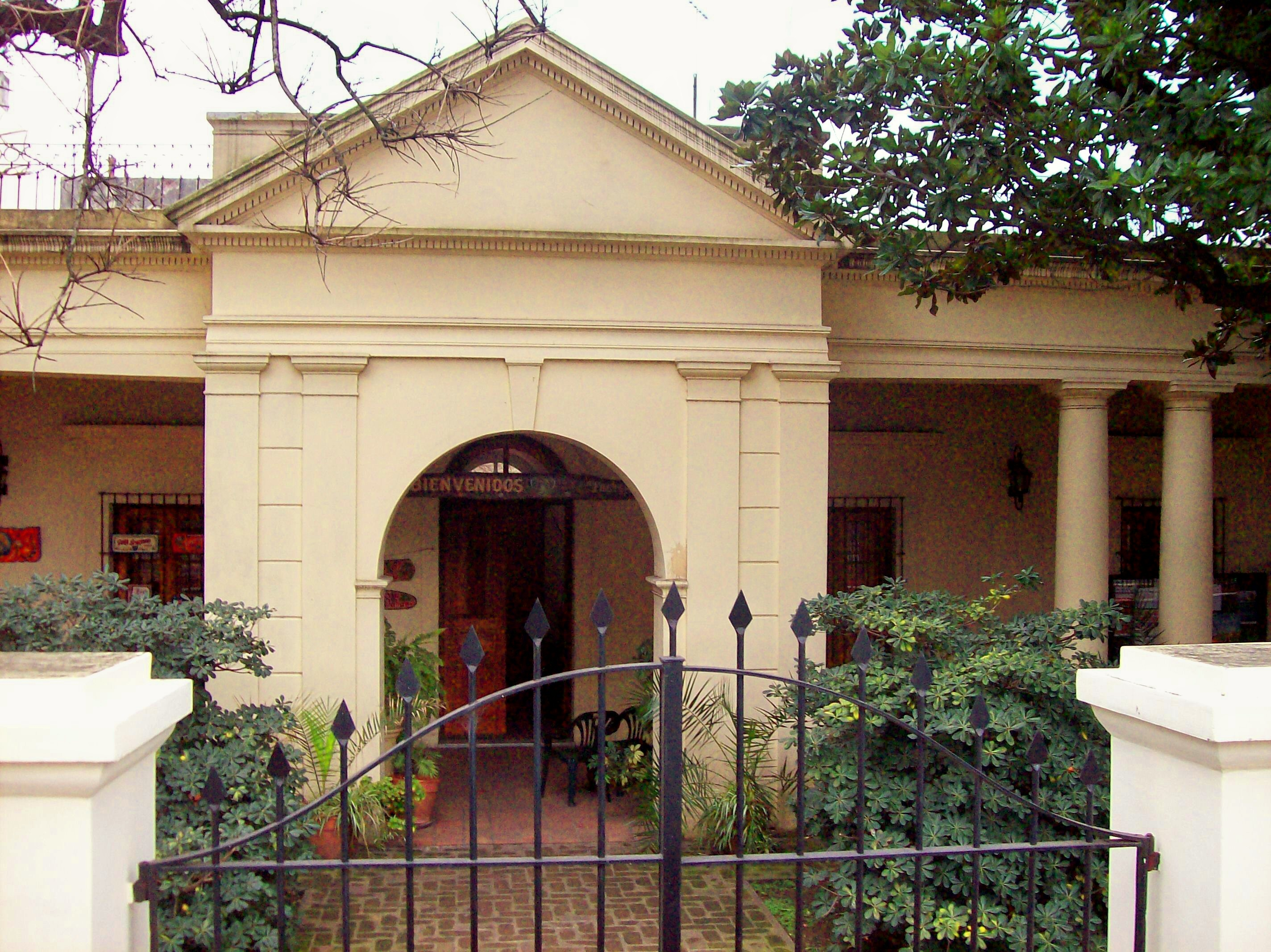
Культурный центр Марко дель Понт

В районе, находится квартал, называемый Бахо Флорес где расположен Стадион Нуэво Гасометро принадлежайщий клубу Сан-Лоренсо де Альмагро. Хотя в народе этот стадион был связан с районом, и только с 10/05/2007 и законом № 2329 оказался за пределами района, в районе Нуэва Помпея.

## Археологические раскопки
В 2004 году были проведены археологические раскопки на площади Пуэйрредон (в просторечии известная как Plaza Flores). В ходе этих раскопок было найдены много объектов повседневной жизни девятнадцатого века в городке Сан-Хосе-де-Флорес. Некоторые из предметов, выставлены на в 5-м этаже CGP № 7 на углу Кульпина и проспекта Авенида Ривадавия.

## Рекомендуемые учреждения
Образование: район имеет несколько общеобразовательных учреждений. Там расположены Начальная школа N 19 Леандро Н. Алем, которая сохраняет свой архитектурный стиль, раньше здесь учились только мужчины, а недавно присоединились и девушки. Она расположена на противоположной стороне от Plaza Flores вернее площади Пуэйрредон. Колледж Фернандо Фейдер, расположенный в Пассаже La Porteña между улицами Ербал и Авенида Ривадавия, названный в честь художника, который пожертвовал свой дом, с целью создать школу. Этот профессиональный колледж, известный творчеством своих студентов отчасти из-за художественного интереса, фрески учащихся, некоторые из них превосходного качества. Другое важное образовательное учреждение в районе Флорес, начальная школа «Хусто Хосе де Уркиса», расположенная на углу Ербал и Фрай Каэтано Родригес, недалеко от площади Пуэйрредон, где находится филиал Музея изящных искусств, который открыт для детей, посещающих учреждение, чтобы быть в постоянном контакте с произведениями известных аргентинских художников. Также стоит отметить, Национальный колледж «Хусто Хосе де Уркиса», расположенный на углу улицы Condarco 290, Лассаль Флорес, расположенную в Бонифачо между Педернера и Ривера Индарте, начальную школу Восточной Республики Уругвай, расположенную на проспекте Авенида Карабобо между улицами Хуан Баутиста Альберди и Хосе Бонифачо и колледж провинции Чако на Авенида Авельянеда между улицами Артигас и Боливия. Колледж Schönthal, расположенный на углу Авенида Наска и Авенида Авельянеда. Профессиональный Институт искусств «Мануэль Хосе де Лабарден» является художественной подготовительной школой в городе Буэнос-Айрес. Пионер в области образования для искусства, получает помощь от правительства города Буэнос-Айрес, и разных её ветвей, включает в себя два детских сада, школьные мастерские, профессиональную подготовку.

## Известные уроженцы
- Франциск (1936—2025) — Папа Римский в 2013—2025 годах.

## Туризм
Важнейшие туристические места: Плаза Флорес, церковь Сан-Хосе, которые обращены друг к другу, является одним из самых известных мест в городе. Расположены на проспекте Авенида Ривадавия.